# RHI Magnesita Deutschland

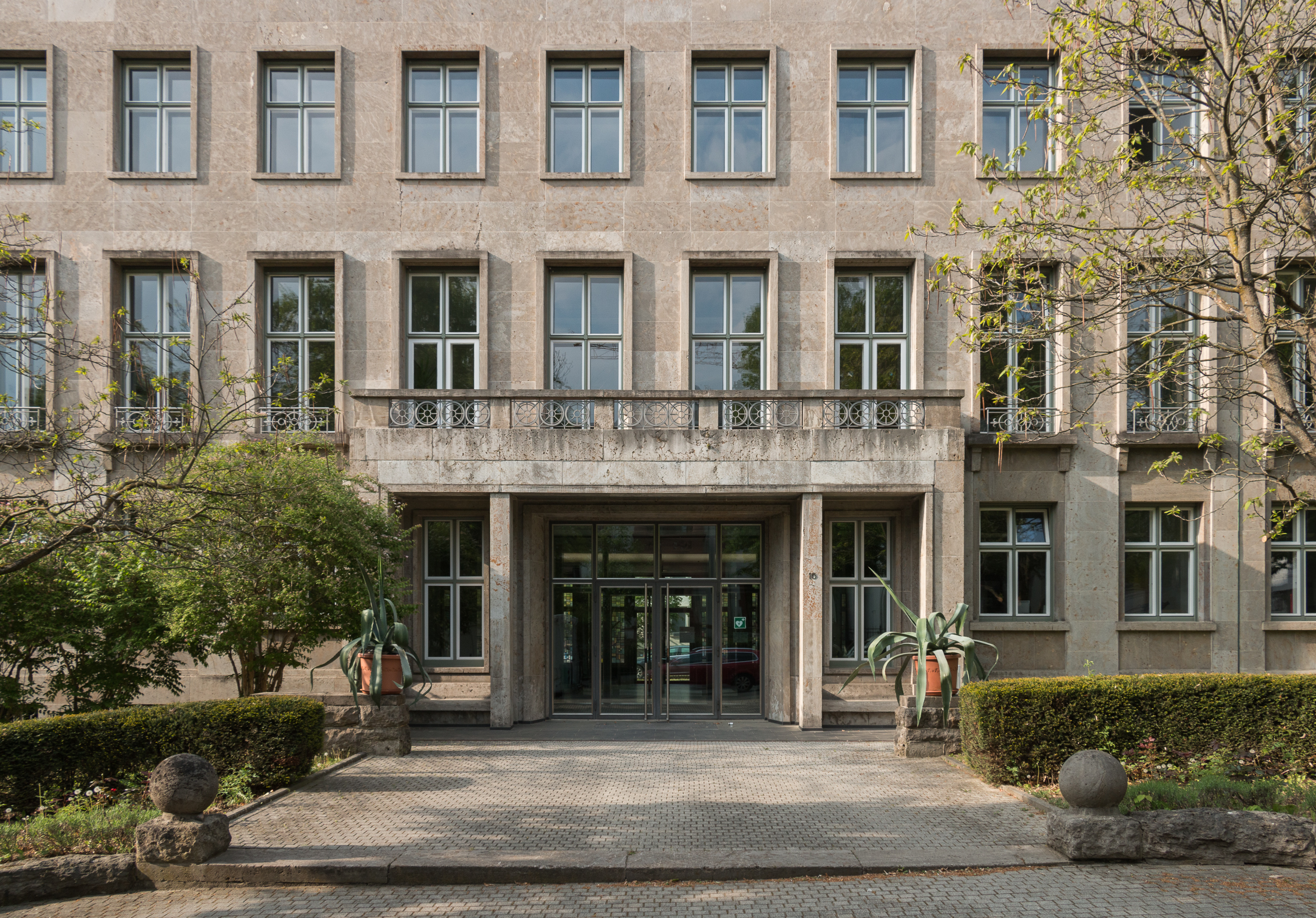
Ehemaliges Verwaltungsgebäude der Didier-Werke AG in Wiesbaden

Aktie über 1000 RM der Didier-Werke AG vom November 1940

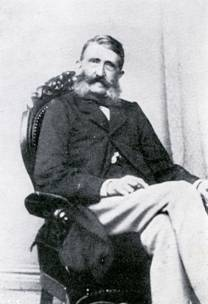
Ferdinand Didier (1801–1867): Mitbegründer der Didier-Werke AG

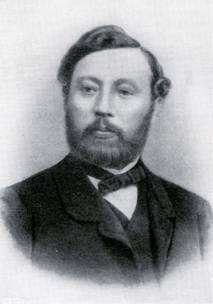
Wilhelm Kornhardt (1821–1871): Mitbegründer der Didier-Werke AG

Die RHI Magnesita Deutschland AG ist ein Unternehmen mit Sitz in Wiesbaden, das auf dem Gebiet der Forschung, Fertigung, Vertrieb und Montage von hochtemperaturfester Spezialkeramik tätig ist. 1865 gegründet, reichen die Wurzeln des Unternehmens bis mindestens 1834 zurück. Die Didier-Werke AG waren von 1872 bis 2010 börsennotiert. Seit 2020 hat das Unternehmen die heutige Firmierung.

## Geschichte
1834 erwarb Ferdinand Didier vom preußischen Staat in Podejuch bei Stettin eine Ziegelei und Kalkbrennerei und gab seinem jungen Unternehmen den Namen „Chamottefabrik F. Didier in Podejuch“. 1849 entdeckte Didier bei Podejuch natürliche Vorkommen von Quarzkies und Quarzsand, die er als einer der ersten Unternehmer in Deutschland zur Herstellung feuerfester Materialien, sogenannter Schamotte oder Chamotte, verwendete. Die Schamotte wurden insbesondere von der aufstrebenden Gasindustrie genutzt.
Nachdem Didier den anerkannten Fachmann für den Gaswerksbau, Wilhelm Kornhardt, 1864 als Partner gewonnen hatte, gründeten beide 1865 zusammen die Stettiner Chamottefabrik F. Didier, welche ihren Betriebssitz in Stettin hatte. Nach Didiers Tod 1867 führte Wilhelm Kornhardt als Alleininhaber das Unternehmen weiter. Kornhardt starb 1871, ohne Kinder zu hinterlassen. Seine Erben verkauften die Fabrik 1871 an den Stettiner Unternehmer A.H. Zander, der sie 1872 in eine Aktiengesellschaft unter dem Namen „Stettiner Chamottefabrik, Actiengesellschaft vormals Didier“ umwandelte. So konnte das für die Expansion des Unternehmens im In- und Ausland benötigte Kapital aufgebracht werden.
Zwecks Erweiterung und Verbesserung der Produktpalette gründete Didier 1888 eine eigene Forschungs- und Entwicklungsabteilung. Nach der Gründung von Zweigwerken in Niederlahnstein (1889) und Bodenbach [heute Podmokly (Děčín)] (1890) folgte 1899 der Erwerb der „Thonwerk Biebrich AG“ und der „Ver. Chamottefabriken vorm. C. Kulmiz GmbH“ in Saarau. Nachdem die Didier-Werke 1925 ihre „Centralverwaltung“ von Stettin nach Berlin verlegt hatten, besaßen sie Ende 1930 über das gesamte Deutsche Reich verteilt 23 Fabriken für feuerfeste Materialien mit den dazugehörenden Gruben für die Lieferung der dafür benötigten Rohstoffe. Dies machte eine Neuordnung der Didier-Gruppe erforderlich und führte im Jahre 1932 zur Gründung der „Didier-Werke AG“.
Im Zweiten Weltkrieg wurden in Didier-Werken Zwangsarbeiter eingesetzt.
Nach dem Zweiten Weltkrieg kam es zur Enteignung und teilweisen Demontage der Werke östlich der innerdeutschen Grenze bzw. östlich der Oder-Neiße-Grenze. Insgesamt büßten die Didier-Werke zwei Drittel ihrer Substanz ein, weswegen das Unternehmen zunächst alle Anstrengungen auf das verbliebene Werk Niederdollendorf bei Bonn konzentrierte. 1949 kam es zur Sitzverlegung von Berlin nach Wiesbaden. Die Jahre des deutschen Wirtschaftswunders brachten eine rasche wirtschaftliche Erholung der Didier-Werke. 1968 baute Didier seine Marktposition in Deutschland mit der Übernahme der „Rheinische Chamotte- & Dinas-Werke AG“ (Köln) weiter aus. Auch im Ausland wurden eine Reihe großer Unternehmenskäufe getätigt: u. a. 1966 die „Stopinc AG“ in Baar (Kanton Zug, Schweiz), 1989 die „North American Refractories Co.“ („NARCO“) in Cleveland (Ohio, USA) und 1993 die „REFEL Refrattari Elettrofusi S.p.A.“ (San Vito al Tagliamento, Italien). 1994, im letzten Jahr ihrer unternehmerischen Selbstständigkeit, besaßen die Didier-Werke in Deutschland Feuerfest-Fertigungsbetriebe in Duisburg, Grünstadt, Krefeld, Mainzlar, Marktredwitz und Niederdollendorf. Im Ausland kamen noch Fertigungsstätten in Belgien, Frankreich, Spanien, Italien, Schottland, Kanada, den USA und Malaysia hinzu.
1995 wurde das Werk in Niederlahnstein geschlossen.
Nachdem die Didier-Werke 1995 mehrheitlich von der RHI AG (Wien) übernommen worden waren, schloss diese mit Didier 1998 einen Beherrschungsvertrag ab, der die vollständige Integration Didiers in den RHI-Konzern besiegelte, aber auch den Erhalt der Marke „Didier“ vorsah. Unter dem Dach der RHI AG spezialisierten sich die Didier-Werke auf Feuerfestprodukte für Unternehmen aus den Bereichen Glas, Umwelt, Energie, Chemie. Im Zuge dieser neuen Unternehmensausrichtung wurde im Jahr 2000 die „Dinova GmbH & Co. KG“ (Niederdollendorf) an die „Meffert Farbwerke“ (Bad Kreuznach) veräußert. Ein kleiner Teil der Aktien der Didier-Werke wurden noch bis 2010 an der Börse Frankfurt im „Regulierten Markt“ gehandelt (ehemalige ISIN: DE0005537005). Außerdem war das Unternehmen bis dahin im deutschen Aktienindex CDAX enthalten. Ende 2010 wurden die letzten freien Aktionäre der Didier-Werke im Rahmen eines Squeeze-out bar abgefunden und ihre Aktien von der RHI übernommen. Seit der Fusion von RHI und Magnesita zur RHI Magnesita 2017 ist diese der Mutterkonzern.
2017 wurde das Werk in Aken geschlossen.

## Produkte
Das Fertigungsprogramm umfasst keramische Feuerfestmaterialien mit verschiedenen Sorten und Formaten: geformte und ungeformte Erzeugnisse für die Eisen- und Stahlindustrie, die Zementindustrie, die Kalkindustrie und die Nichteisenmetalleindustrie sowie schmelzgegossene Erzeugnisse für die Glasindustrie. Außerdem werden keramische Spezialprodukte hergestellt.